# 율리야 제마이테
제마이테(울리야) 베니우셰비치우테 지만티에네(리투아니아어: Žemaitė/Julija Beniuševičiūtė-Žymantienė, 1845년 5월 23일 ~ 1921년 12월 7일 부칸테(Žemaitė) 출생)는 리투아니아의 작가였다.
1998년의 리투아니아의 은화 앞면, 1, 2, 5 리타스에 그녀의 얼굴이 그려져 있었다.
그녀의 작품은 아제르바이잔어, 불가리아어, 라트비아어, 폴란드어, 루마니아어, 러시아어, 우크라이나어, 체코어, 핀란드어로도 번역이 되었다.
1921년 그녀는 리투아니아로 돌아왔으며, 같은 해 마리얌폴레(Marijampolė)에서 사망하였다.